# Joan Vaccaro
Joan Vaccaro es una física en la Universidad de Griffith y una exalumna de David Pegg (físico) . Su trabajo en mecánica cuántica incluye fase cuántica, estados de luz no clásicos, excitación láser coherente de gases atómicos, gases atómicos fríos, ecuaciones de Schrödinger estocásticas, teoría de la información cuántica, referencias cuánticas, dualidad onda corpúsculo, termodinámica cuántica y la física flecha del tiempo. Es miembro del Centro de Dinámica Cuántica y miembro del Institute of Physics.

## Trabajos
Ella es bien conocida por su trabajo en la asimetría cuántica, habiendo formulado la medida entrópica ampliamente utilizada AG(ρ) de la capacidad de un sistema para actuar como referencia y extender la teoría de recursos cuánticos más allá de la del entrelazamiento cuántico al mismo tiempo. Ha extendido el principio de borrado de Landauer, un resultado clave que conecta la teoría de la información y la termodinámica, al borrado de la información utilizando diversos reservorios de entropía para los cuales puede haber un costo cero en términos de energía. Ella ha establecido una conexión entre la violación de la simetría de inversión de tiempo (violación T) y la naturaleza del tiempo. Su trabajo propone la violación T como el origen de la dinámica que tiene implicaciones para la flecha del tiempo.